# آله (بازیکن فوتبال، زاده ۱۹۸۶)
آلکساندر لوئیز فرناندز (به پرتغالی: Alexandre Luiz Fernandes) هافبک اهل برزیل است که در شهر سائوپائولو و در تاریخ ۲۱ ژانویهٔ ۱۹۸۶ به دنیا آمده‌است. آله در تیم‌های فوتبال سائوپائولو سابقهٔ حضور دارد.